# 3 Juno
Juno este al treilea asteroid descoperit și unul dintre asteroizii mari din centura principală. Juno este unul din cei doi mari asteroizi de tip S alături de 15 Eunomia. Se estimează că Juno conține 1% din masa totală a centurii de asteroizi. Denumirea sa oficială este 3 Juno. Juno a fost descoperit pe 1 septembrie 1804 de astronomul german Karl L. Harding și numit astfel după numele zeiței Iuno (echivalentul roman al zeiței grecești Hera).

## Caracteristici
Juno este unul din cei mai mari asteroizi, probabil al zecelea ca mărime, care conține aproximativ 1% din masa întregii centuri de asteroizi. 
Din punctul de vedere al dimensiunilor, este al doilea asteroid de tip S după 15 Eunomia.  
Deși este unul din cei mai mari asteroizi, Juno are numai 3% dn masa planetei pitice Ceres.

Dimensiuni comparative: primii 10 asteroizi descoperiți, față de dimensiunile Lunii. Juno este al treilea din stânga.

Juno este neobișnuit de strălucitor față de ceilalți asteroizi de tip S, ceea ce poate indica faptul că suprafața sa are proprietăți diferite de ale celorlalți. 
Acest albedo mare explică magnitudinea sa aparentă mică pentru un obiect care nu se află aproape de marginea interioară a centurii de asteroizi. 
Juno poate avea +7m.5 când se află într-o opoziție favorabilă, ceea ce face să fie mai strălucitor decât Neptun sau Titan. 
Acesta este motivul pentru care a fost descoperit înainte de alți asteroizi mai mari ca 10 Hygiea, 52 Europa, 511 Davida și 704 Interamnia. 
Cu toate acestea, la cele mai multe opoziții, Juno ajunge la o magnitudine aparentă de numai +8m.7 
fiind abia vizibil cu binoclul, iar, la elongații mai mici, este necesar un telescop de 76 mm pentru a-l putea vedea.. 
Este cel mai mare asteroid din familia Juno.
Inițial, Juno a fost considerat o planetă  așa cum au fost considerați și asteroizii 1 Ceres, 2 Pallas și 4 Vesta.
În anul 1811, Schröter a estimat că Juno are un diametru de 2290 km.
Toate cele patru corpuri au fost clasificate ca asteroizi după ce și alte corpuri cerești de același fel au fost descoperite. Dimensiunile mici ale asteroidului Juno și forma sa neregulată l-au exclus din categoria planetelor pitice.
Juno are o orbită ceva mai apropiată de Soare decât Ceres și Pallas. Orbita sa este înclinată ușor, cu aproape 12°, față de ecliptică, dar are o excentricitate foarte mare, mai mare chiar decât Pluto. Această excentricitate îl aduce pe Juno mai aproape de Soare la periheliu decât ajunge Vesta și mult mai departe la afeliu decât ajunge Ceres. 
Juno a fost apreciat ca având cea mai excentrică orbită dintre toate corpurile necunoscute până când, în 1854, a fost descoperit asteroidul 33 Polyhymnia. 
Dintre asteroizii care au peste 200 km în diametru, numai 324 Bamberga are o orbită mai excentrică.
Juno se rotește în sens direct în jurul Soarelui, având o înclinare a axei de aproximativ 50°.
Temperatura maximă a suprafeței expuse soarelui a fost măsurată ca fiind de aproximativ 293 K la 2 octombrie 2001. Având în vedere distanța față de Soare de la acel moment, temperatura maximă a suprafeței când asteroidul se află la periheliu poate fi de 301 K (+28 °C).
Analiza spectroscopică efectuată asupra suprafeței asteroidului a dus la concluzia că Juno poate fi strămoșul chondritelor, o formă foarte întâlnită de meteoriți pietroși compuși din silicați de fier ca olivina și piroxenul.
Imaginile în infraroșu arată că Juno are un crater sau o urmă caracteristică unei ejecții de 100 km², rezultatul unui impact recent din punct de vedere geologic.

## Observații
Juno a fost primul asteroid cu privire la care s-a observat o ocultație. A trecut prin fața stelei SAO 112328 pe 19 februarie 1958. De atunci au mai fost observate câteva ocultații ale asteroidului, cea mai fructuoasă fiind cea din 11 decembrie 1979, când 18 observatori au înregistrat-o.
Semnalele radio emise de o navă spațială aflată pe orbita lui Marte și pe suprafața acestei planete au fost folosite pentru a calcula masa lui Juno având în vedere perturbațiile mici induse de acesta în mișcarea planetei.
Orbita lui Juno pare că s-a schimbat ușor în jurul anului 1839, foarte probabil din cauza perturbațiilor produse de un asteroid încă neindentificat. O altă explicație este aceea a unui impact cu un corp mare.
În anul 1996, Juno a fost fotografiat de telescopul Hooker al Observatorului Astronomic Mount Wilson în lungimi de undă vizibile și din apropierea infraroșiilor, folosind sisteme de optică adaptativă. Imaginile au cuprins o rotație completă și au revelat o formă neregulată și o porțiune întunecată care a fost interpretată ca urmă recentă de impact.
| Animație Deplasarea lui Juno pe fundalul stelelor. | Bolta stelară Juno la opoziția din 2009. |